# Lista siturilor arheologice din județul Olt - B
Lista siturilor arheologice din județul Olt - B conține toate siturile arheologice din județul Olt înscrise în Repertoriul Arheologic Național (RAN) și aflate în localități al căror nume începe cu litera B. RAN este administrat de Ministerul Culturii și Patrimoniului Național și cuprinde date științifice, cartografice, topografice, imagini și planuri, precum și orice alte informații privitoare la zonele cu potențial arheologic, studiate sau nu, încă existente sau dispărute.
Puteți căuta un sit din localitățile care încep cu litera B folosind formularul de mai jos sau puteți naviga prin toate siturile din județ la Lista siturilor arheologice din județul Olt.
| Cod RAN                                   | Denumire | Localitate                        | Adresă                    | Datare                          | Descoperit | Coordonate | Imagine           | Erori            |
| ----------------------------------------- | --- | --------------------------------- | ------------------------- | ------------------------------- | ---------- | ---------- | ----------------- | ---------------- |
| 127518.01.01 (Cod LMI: OT-I-s-B-08482)    | Așezarea hallstattiană de la Bălănești - "La izvor" / ansamblu anonim (Categorie: locuire civilă) (Tip: Așezare)           | sat Bălănești, comuna Mărunței    | La izvor                  | sec. VI - V a. Chr.             |            |            | Încărcați imagine | Raportați eroare |
| 101065.01.01 (Cod LMI: OT-I-s-B-08483)    | Așezarea hallstattiană de la Bărcănești - "Dealul Căpriorii" / ansamblu anonim (Categorie: locuire civilă) (Tip: Așezare)  | sat Bărcănești, comuna Vâlcele    | Dealul Căpriorii          | sec. VI - V a. Chr.             |            |            | Încărcați imagine | Raportați eroare |
| 125864.01.01 (Cod LMI: OT-I-s-B-08486)    | Așezarea Coțofeni de la Braneț - "Piscul Rusului" / ansamblu anonim (Categorie: locuire civilă) (Tip: Așezare fortificată) | sat Braneț, comuna Bârza          | Piscul Rusului            | Coțofeni                        |            |            | Încărcați imagine | Raportați eroare |
| 126004.01.01 (Cod LMI: OT-I-m-B-08487)    | Situl arheologic de la Brebeni- Ogașul lui Ioniță Țiganul / ansamblu anonim (Categorie: locuire civilă) (Tip: Tell)        | sat Brebeni, comuna Brebeni       | Ogașul lui Ioniță Țiganul | Sălcuța                         |            |            | Încărcați imagine | Raportați eroare |
| 126004.01.02 (Cod LMI: OT-I-m-B-08487)    | Situl arheologic de la Brebeni- Ogașul lui Ioniță Țiganul / ansamblu anonim (Categorie: locuire civilă) (Tip: Tell)        | sat Brebeni, comuna Brebeni       | Ogașul lui Ioniță Țiganul | Gumelnița                       |            |            | Încărcați imagine | Raportați eroare |
| 126004.01.03 (Cod LMI: OT-I-m-B-08487)    | Situl arheologic de la Brebeni- Ogașul lui Ioniță Țiganul / ansamblu anonim (Categorie: locuire civilă) (Tip: Așezare)     | sat Brebeni, comuna Brebeni       | Ogașul lui Ioniță Țiganul | Sălcuța - I-III                 |            |            | Încărcați imagine | Raportați eroare |
| 126031.01.01 (Cod LMI: OT-I-m-A-08485.03) | Situl arheologic de la Brâncoveni / ansamblu anonim (Categorie: locuire civilă) (Tip: Așezare)                             | sat Brâncoveni, comuna Brâncoveni |                           | Coțofeni 1800 a. Chr.           |            |            | Încărcați imagine | Raportați eroare |
| 126031.01.02 (Cod LMI: OT-I-m-A-08485.02) | Situl arheologic de la Brâncoveni / ansamblu anonim (Categorie: locuire civilă) (Tip: Așezare)                             | sat Brâncoveni, comuna Brâncoveni |                           | sec. II - III                   |            |            | Încărcați imagine | Raportați eroare |
| 126031.01.03 (Cod LMI: OT-I-m-A-08485.01) | Situl arheologic de la Brâncoveni / ansamblu anonim (Categorie: locuire civilă) (Tip: Așezare)                             | sat Brâncoveni, comuna Brâncoveni |                           | sec. XIV - XVI                  |            |            | Încărcați imagine | Raportați eroare |
| 128454.01.01 (Cod LMI: OT-I-s-A-08488)    | Așezarea Latene de la Buicești - "Valea ailaltă" / ansamblu anonim (Categorie: locuire civilă) (Tip: Așezare fortificată)  | sat Buicești, comuna Priseaca     | Valea ailaltă             | geto-dacică sec. II - I a. Chr. |            |            | Încărcați imagine | Raportați eroare |
| 127885.01.01 (Cod LMI: OT-I-s-B-08484)    | Așezarea Latene de la Beria de Sus-Dealul Carantinei / ansamblu anonim (Categorie: locuire civilă) (Tip: Așezare)          | sat Beria de Sus, comuna Oporelu  | Dealul Carantinei         | sec. IV - II a. Chr.            |            |            | Încărcați imagine | Raportați eroare |